# Salvador Signes i Chover
Salvador Signes i Chover (nascut a Real de Gandia, La Safor) és un mestre i pedagog valencià. Des del 1969 ensenya valencià al col·legi Escola Pia del carrer de Carnissers de la ciutat de València. Ha estat tutor, coordinador i cap de departament al mateix col·legi, on, en uns anys especialment durs, es va convertir en exemple de pedagog compromès i de valencianista coherent. A les seves classes han après valencià i també a estimar el país, generacions i generacions de valencians del centre de la ciutat. Ha aguantat estoicament tota mena de pressions i coaccions.
Ha estat, igualment, fundador o membre actiu de nombroses fundacions cíviques: sindicat STEPV, Acció Cultural del País Valencià, Centre Carles Salvador, Bloc Nacionalista Valencià i Associació Cívica Valenciana Tirant lo Blanc. El 2006 va rebre el Premi d'Actuació Cívica de la Fundació Lluís Carulla.